# Brabant-en-Argonne
Brabant-en-Argonne is een gemeente in het Franse departement Meuse (regio Grand Est) en telt 105 inwoners (2009). De plaats maakt deel uit van het arrondissement Verdun.
Brabant-en-Argonne werd in 1973 opgeheven en bij Récicourt gevoegd maar in 2004 werd het opnieuw een zelfstandige gemeente.

## Geografie
De oppervlakte van Brabant-en-Argonne bedraagt 7,8 km², de bevolkingsdichtheid is dus 13,5 inwoners per km².
De onderstaande kaart toont de ligging van Brabant-en-Argonne met de belangrijkste infrastructuur en aangrenzende gemeenten.

## Demografie
Onderstaande figuur toont het verloop van het inwonertal (bron: INSEE-tellingen).